# Papendorf (Mecklembourg-Poméranie-Occidentale)
Papendorf est une municipalité allemande du land de Mecklembourg-Poméranie-Occidentale et l'arrondissement de Rostock. En 2013, elle comptait 2 490 hab.

## Source
- (de) Cet article est partiellement ou en totalité issu de l’article de Wikipédia en allemand intitulé « Papendorf (Warnow) » (voir la liste des auteurs).